# Dicladispa
Dicladispa es un género de escarabajos de la familia Chrysomelidae. El género fue descrito científicamente primero por Gestro en 1897.

## Especies
Se reconocen las siguientes especies pertenecientes a este género:
- Dicladispa admiranda Uhmann, 1950
- Dicladispa aerea (Gestro, 1897)
- Dicladispa aereipennis (Uhmann, 1930)
- Dicladispa alluaudi (Gestro, 1914)
- Dicladispa alternata (Chapuis, 1877)
- Dicladispa antennalis (Kraatz)
- Dicladispa arebiana (Uhmann, 1930)
- Dicladispa aucta Uhmann, 1954
- Dicladispa aurichalcea (Weise, 1904)
- Dicladispa balli (Uhmann, 1930)
- Dicladispa basongoana (Uhmann, 1930)
- Dicladispa bennigseni (Weise, 1899)
- Dicladispa burgeoni (Uhmann, 1936)
- Dicladispa caffra (Weise, 1904)
- Dicladispa capensis (Thunberg, 1784)
- Dicladispa comata (Weise, 1922)
- Dicladispa compacta Gestro, 1908
- Dicladispa congoana (Weise, 1902)
- Dicladispa crassa Uhmann, 1954
- Dicladispa crispa (Uhmann, 1930)
- Dicladispa cyannipennis (Motschulsky, 1861)
- Dicladispa dama (Chapuis, 1877)
- Dicladispa decipiens (Péringuey, 1898)
- Dicladispa delicata (Péringuey, 1898)
- Dicladispa densa Uhmann, 1961
- Dicladispa desaegeri Uhmann, 1961
- Dicladispa deserticola (Weise, 1900)
- Dicladispa distincta (Ritsema, 1875)
- Dicladispa dorsalis (Péringuey, 1908)
- Dicladispa eximia (Péringuey, 1898)
- Dicladispa expasperans (Péringuey, 1908)
- Dicladispa fabricii (Guérin-Méneville, 1830)
- Dicladispa fallaciosa (Péringuey, 1898)
- Dicladispa fallax (Uhmann, 1930)
- Dicladispa faucium Uhmann, 1955
- Dicladispa femorata (Fairmaire, 1888)
- Dicladispa flabellata Uhmann, 1954
- Dicladispa formosa (Gestro, 1906)
- Dicladispa fraternus (Péringuey, 1908)
- Dicladispa freyi Uhmann, 1961
- Dicladispa gebieni (Uhmann, 1931)
- Dicladispa gestroi (Chapuis, 1877)
- Dicladispa gracilicornis (Weise, 1905)
- Dicladispa haafi Uhmann, 1961
- Dicladispa haffi Uhmann, 1961
- Dicladispa hastata Uhmann, 1954
- Dicladispa hebes Uhmann, 1956
- Dicladispa indubia (Péringuey, 1908)
- Dicladispa iranica Lopatin, 1984
- Dicladispa jeanneli (Gestro, 1914)
- Dicladispa joliveti Uhmann, 1953
- Dicladispa kapauku Gressitt, 1957
- Dicladispa kapiriensis (Uhmann, 1930)
- Dicladispa katentaniana (Uhmann, 1930)
- Dicladispa keiseri Uhmann, 1960
- Dicladispa kivuensis (Uhmann, 1930)
- Dicladispa kraatzi (Weise, 1897)
- Dicladispa laevigata (Uhmann, 1937)
- Dicladispa lanigera (Péringuey, 1898)
- Dicladispa lenicornis (Gestro, 1911)
- Dicladispa lettowi (Uhmann, 1928)
- Dicladispa longispinosa (Fairmaire, 1869)
- Dicladispa lulengaica (Uhmann, 1930)
- Dicladispa lusingana Uhmann, 1954
- Dicladispa machadoi Uhmann, 1957
- Dicladispa madegassa (Pic, 1932)
- Dicladispa malvernia (Péringuey, 1908)
- Dicladispa marginata (Uhmann, 1930)
- Dicladispa megacantha (Gestro, 1890)
- Dicladispa melancholica (Weise, 1902)
- Dicladispa meyeri (Uhmann, 1928)
- Dicladispa mombonensis (Weise, 1899)
- Dicladispa multispinosa (Gestro, 1906)
- Dicladispa natalica (Péringuey, 1898)
- Dicladispa nigra (Uhmann, 1928)
- Dicladispa obliqua Uhmann, 1954
- Dicladispa obscura (Gestro, 1908)
- Dicladispa occator (Brullé, 1838)
- Dicladispa omarramba (Péringuey, 1898)
- Dicladispa opaca (Weise, 1904)
- Dicladispa opacicollis (Uhmann, 1930)
- Dicladispa ornata (Uhmann, 1939)
- Dicladispa ovamposa (Péringuey, 1898)
- Dicladispa pallescens (Guérin-Méneville, 1841)
- Dicladispa pallidicornis (Gestro, 1907)
- Dicladispa palmata Uhmann, 1961
- Dicladispa parvula Uhmann, 1960
- Dicladispa pembertoni Gressitt, 1957
- Dicladispa perplexa (Péringuey, 1898)
- Dicladispa pilosula Gestro, 1914
- Dicladispa platyclada (Gestro, 1906)
- Dicladispa poeciloptera (Gestro, 1906)
- Dicladispa propinqua Uhmann, 1958
- Dicladispa proxima (Weise, 1910)
- Dicladispa quadrifida (Gerstäcker, 1871)
- Dicladispa radiatilis (Uhmann, 1930)
- Dicladispa ramifera (Uhmann, 1928)
- Dicladispa ramulosa (Chapuis, 1877)
- Dicladispa rhodesiaca Uhmann, 1954
- Dicladispa romani (Uhmann, 1935)
- Dicladispa saga (Gestro, 1908)
- Dicladispa schoutedeni (Gestro, 1923)
- Dicladispa scutellata Uhmann, 1958
- Dicladispa sebakuena (Péringuey, 1908)
- Dicladispa spiculata Uhmann, 1957
- Dicladispa spinifera (Uhmann, 1935)
- Dicladispa spinosissima (Gestro, 1909)
- Dicladispa straeleni Uhmann, 1954
- Dicladispa straminea (Péringuey, 1898)
- Dicladispa striaticollis (Gestro, 1906)
- Dicladispa stuhlmanni (Uhmann, 1928)
- Dicladispa subhirta (Chapuis, 1877)
- Dicladispa tenuispina (Gestro, 1906)
- Dicladispa testacea (Linnaeus, 1767)
- Dicladispa torulosa (Chapuis, 1877)
- Dicladispa traversii Gestro, 1906
- Dicladispa triramosa Gestro, 1908
- Dicladispa trux Uhmann, 1954
- Dicladispa usambarica (Weise, 1898)
- Dicladispa varii Uhmann, 1957
- Dicladispa vexatrix (Péringuey, 1898)
- Dicladispa vicinalis (Péringuey, 1898)